# Tokunboh Adeyemo
Tokunboh Adeyemo (* 1. října 1944 v Ibadanu – 17. března 2010) byl nigerijský evangelikální teolog.
Narodil se v jorubské muslimské šlechtické rodině. V roce 1966 konvertoval ke křesťanství.
Od roku 1978 byl po dobu 22 let tajemníkem Asociace evangelikálů v Africe a na Madagaskaru, následně byl výkonným ředitelem Střediska pro biblickou transformaci. Byl hlavním editorem Afrického komentáře k Bibli (Africa Bible Commentary), který vyšel v roce 2006.